# Gyselle Silva
Gyselle Silva (Santiago de Cuba, 29 de outubro de 1991) é uma voleibolista profissional cubana, jogando na posição de atacante.

## Títulos
Clubes
Campeonato Azerbaijão:
- 2015

Supercopa Polônia:
- 2019

Copa Polônia:
- 2020

Campeonato Polônia:
- 2020

Seleção principal
Campeonato NORCECA:
- 2009, 2011

Montreux Volley Masters:
- 2010

Jogos Pan-Americanos:
- 2011

Copa Pan-Americana:
- 2012

## Premiações individuais
- 2009: Melhor saque da Campeonato Mundial Sub-20
- 2011: Melhor saque da Jogos Pan-Americanos
- 2019: Jogador Mais Valioso da Supercopa Polônia
- 2020: Jogador Mais Valioso da Copa Polônia